# بانک اتیجاریوافا
بانک اتیجاریوافا (انگلیسی: Attijariwafa Bank) شرکت خدمات مالی و بانکداری مراکشی است، که فعالیت‌های آن در حوزه‌های مدیریت سرمایه‌گذاری و مدیریت ثروت، بانکداری اختصاصی، بانکداری سرمایه‌گذاری و بانکداری شرکتی متمرکز می‌باشد.
پیشینه تأسیس این بانک به سال ۱۹۰۴ و راه‌اندازی وفابانک بازمی‌گردد، فرم کنونی بانک اتیجاریوافا در سال ۲۰۰۳ از ادغام وفابانک و بانک تجاری مراکش شکل گرفت. بانک اتیجاریوافا هم‌اکنون دارای ۳۹۷۲ شعبه در سرتاسر آفریقا است. شعبه مرکزی این بانک در شهر کازابلانکا، مراکش قرار دارد و بخشی از سهام آن در بازار بورس کازابلانکا مبادله می‌شود.